# Schirrhoffen
Schirrhoffen (deutsch Schirrhofen, älter auch Schürhofen) ist eine französische Gemeinde mit 762 Einwohnern (Stand 1. Januar 2021) im Département Bas-Rhin in der Region Grand Est (bis 2015 Elsass). Der Kern der Ortschaft ist verbunden mit der Nachbargemeinde Schirrhein.

## Geschichte

### Frühe Besitzverhältnisse
Im Jahr 1347 erscheint die Ortschaft unter dem Namen „Schürhof“. Die Siedlung war als feudales Eigentum der Familie Dotzler der Kaiserpfalz von Hagenau untergeordnet. Dazu gehörten ein Schloss, ein Bauernhof, eine Kapelle, Gärten und Wiesen. Der heutige Ortsname ist auf die Zeit der Französischen Revolution datiert. Er wurde von „Schür“, „Schir“ oder „Hof“ abgeleitet und hat somit doppelte Wurzeln. Im selben Jahr baute die Familie Staufer im Schürrieth ein Jagdschloss. Die Siedlungen Schürhof und Schürrieth wurden voneinander abgetrennt. 1391 ging Schürhof an Claus Rosenbaum über. Er entstammte der Patrizierfamilie Rosenbaum aus Haguenau und war kinderlos. So übernahm seine Schwester Catherine nach seinem Ableben die Siedlung, die damals rund 500 Ländereien umfasste. In ihrer Nachkommenschaft formte sich die Familie von Eschenau. 1561, nach dem Aussterben der Eschenaus, übernahmen die beiden Sekretäre des Bundeskanzleramtes, Wolfgang Haller und Georges Knod, je die Hälfte der Ortschaft. Durch ihre Beziehungen und Interventionen gelang es ihnen weitgehend, Schürhof von der Zerstörung durch den Dreißigjährigen Krieg zu bewahren. Nachfolger von Haller und Knod war die Familie Niedheimer. Für die Ortschaft zuständig waren
- Jean-Jacques Niedheimer von 1593 bis 1609,
- Jean-Philippe Niedheimer von 1609 bis 1659,
- Jean-Nicolas Niedheimer von 1659 bis 1687,
- Jean-Christophe Niedheimer von 1687 bis 1693,
- Jean-Frédéric Niedheimer von 1693 bis 1750.

Die Niedheimers wurden von Francois-Antoine-Ferdinand Warstatt abgelöst. Er war zu Beginn der Revolution der Kommandant der Nationalgarde von Schirrhoffen. 1793, als die Österreicher angriffen, floh er nach Bühl in Südbaden. Sein Vermögen wurde beschlagnahmt und versteigert.

### Jüdische Gemeinde

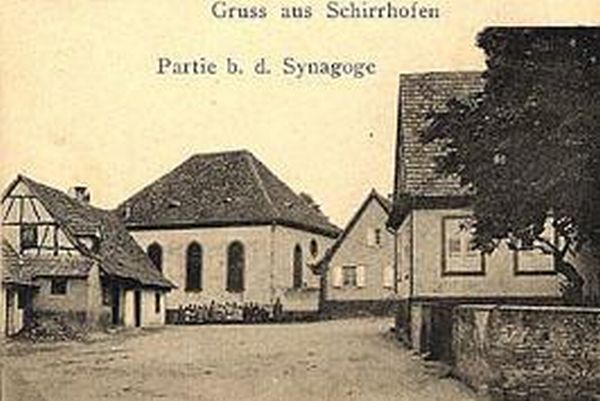
Ansichtskarte von Schirrhoffen mit Synagoge

Schirrhoffen beherbergte eine der größten jüdischen Gemeinden im Département Bas-Rhin. Eine Volkszählung im Jahr 1841 ergab, dass 71 Prozent der Dorfbevölkerung jüdisch war. Eine Auswanderungswelle einheimischer Juden folgte ab 1871. Durch die Machtergreifung der Nationalsozialisten während des Zweiten Weltkrieges verschwand die jüdische Gemeinschaft vollständig.
Die Synagoge wurde 1817 errichtet, nachdem die jüdische Gemeinschaft eine Baubewilligung erhalten hatte, und 1818, am Samstag vor dem jüdischen Neujahrsfest, eröffnet. Während des Zweiten Weltkrieges wurde sie beschossen, und im Zusammenhang mit der Befreiung von den deutschen Truppen im Jahr 1945 geriet sie in Brand. Somit sind die einzigen Zeitzeugen ein jüdischer Friedhof, datiert auf den 21. Oktober 1881, und eine Privatschule, die ein Jude 1844 bauen ließ.
Jüdische Bürgermeister waren:
- Thomas Levy von 1844 bis 1864,
- Léon Weill von 1865 bis 1871,
- Abraham Weill von 1872 bis 1881,
- Simon Heymann von 1882 bis 1905,
- Salomon Kahn von 1905 bis 1907.

### Schirrhoffen heute
Das Schloss aus der Frühphase steht noch heute auf einer Anhöhe, und das Dorf wuchs um diesen Bau.

## Bevölkerungsentwicklung
| Jahr      | 1962 | 1968 | 1975 | 1982 | 1990 | 1999 | 2008 | 2019 |
| Einwohner | 557  | 522  | 513  | 508  | 516  | 630  | 698  | 695  |